# Артагахт
Артагахт (арм. Արտագաղթ, букв. «внешняя колонизация») — процесс эмиграции армян из Армении. Противоположный процесс называется нергахт.
Согласно различным статистическим данным, более 50 тыс. граждан Армении ежегодно уезжают из страны безвозвратно.

## Волны артагахта
За годы независимости из Республики Армения наблюдалось три волны эмиграции:
- Первая волна (1991-1994 год): вызвана распадом СССР и Первой карабахской войной, в результате которых из страны эмигрировало около 550 тысяч человек.
- Вторая волна (1999-2001): нетто-эмиграция, в результате которой эмигрировало 190 тысяч человек.
- Третья волна (с 2008 года).

## Внешние ссылки
- Экономист: Миграция в Армении перерастает в бегство населения Архивная копия от 24 августа 2017 на Wayback Machine
- Эмиграция из Армении: куда едут армянские мигранты и почему?